# Estadio Incheon Asiad Main
El estadio Incheon Asiad Main (estadio de los Juegos Asiáticos de Incheon), es un estadio ubicado en la ciudad de Incheon, Corea del Sur, el recinto fue construido para ser la sede principal de los Juegos Asiáticos de 2014, donde albergó las ceremonias de apertura y clausura, más las competencias atléticas del torneo. El estadio fue diseñado con una capacidad inicial de aproximadamente 60 000 espectadores para la realización de los Juegos, posteriormente dicha capacidad se redujo a 30 000 espectadores.
El 17 de abril de 2007, la ciudad de Incheon fue elegida como sede de los Juegos Asiáticos, torneo que se llevó a cabo entre septiembre y octubre de 2014. El diseño del nuevo estadio fue encargado a la firma Populous architectes, misma empresa que diseñó el Estadio Olímpico de Londres.